# 特納鮑特嶺
83°18′S 162°35′E / 83.300°S 162.583°E
特納鮑特嶺（英語：Turnabout Ridge）是南極洲的山嶺，位於沙克爾頓海岸，處於萊恩漢冰川和洛厄里冰川之間，屬於伊麗莎白女王嶺的一部分，長18公里，現時由南極條約體系管理。